# Jair Baylón
Jairzinho „Jair“ Julio Baylón Iglesias (* 26. Februar 1989) ist ein peruanischer Fußballspieler.
Der Stürmer stammt aus der Jugendabteilung von Alianza Lima, für die er auch in einigen Spielen der ersten Mannschaft zum Einsatz kam.
Anfang April 2007 wurde Baylón von Werder Bremen beobachtet. Laut Meldungen aus Peru unterschrieb er einen Vertrag zur Saison 2007/08. Der Wechsel kam letztendlich jedoch nicht zustande. Stattdessen unterschrieb Baylón beim portugiesischen Verein Sporting Braga. Dort konnte er sich nicht durchsetzen. Im Jahr 2011 kehrte er nach Peru zurück.
Baylón spielte 2007 für die peruanische U-23-Nationalmannschaft. Sein Vater Julio Baylón spielte in den 1970er Jahren  für Fortuna Köln und den FC 08 Homburg und nahm er mit der Peruanischen Nationalmannschaft an der WM 1970 teil. 